# 茲韋尼哥羅德站
茲韋尼哥羅德站（羅馬化：Zvenigorodskaya）是聖彼得堡地鐵伏龍芝－海濱線的一個車站。茲韋尼哥羅德站開通於2008年12月20日，是伏龍芝－海濱線的首個新車站。在該站可換乘基洛夫－維堡線的列車。